# 李懐
李 懐（イ・フェ、朝鮮語: 이회、678年 - 746年）は、中国系高句麗人の唐の軍人。李懐の墓誌に「公の十二葉の祖の敏は河内太守と為る…因って遼東の人と為る」とあり、先祖が高句麗に移民し、高句麗化していた漢人。母親の河間県君の劉氏も漢人である。

## 人物
父の李隠之が23歳の時に長男として生まれる。曾祖父の李敬は、唐太宗の唐の第一次高句麗出兵後の645年に長安に渡るが居を定めてすぐに逝去したことから、祖父である李直は栄誉を享受していない。また、父の李隠之も官位は高くないが、李懐は、玄宗の韋氏の乱平定に勲功を立て、活躍する。
父の李隠之の墓誌文には「大唐神龍元年正月廿五日寝瘵終於上林里之私第」とあるが、母の劉氏は「大唐開元廿七年四月五日寝疾終於道政里之私第」とあり、李懐も「道政坊（里）」で死亡しており、李隠之・李懐の家族は、上林里から道政里に移転したものか、二つの宅地を備えていたとみられる。
天宝四載（746年）、病死。

## 出自
父の李隠之の墓誌が出土し、洛陽九朝刻石文字博物館が所蔵している。李懐の墓誌は1928年に洛陽の北16キロの南陳庄村で出土しており、千唐誌斎博物館が所蔵している。
楼正豪は、この墓誌史料、『三国志』『晋書』『北史』『新唐書』などに基づき、李隠之と李懐の先祖の考証をおこない、「李敏 - 李信 - 李胤 - □□ - □□ - □□ - □□ - □□ - □□ - 李敬 - 李直 - 李隠之 - 李懐 - 李智通」という李氏の系譜を明らかにしている。
李隠之は「殯を河南府河南県平楽郷の原にうつし」、開元廿七年五月に妻の劉氏と合葬となり、新たな墓は「公の旧塋の西南一里半」にある。李懐は、天宝四載四月二十二日に妻の王氏と「洛陽県平楽郷の原、周礼に従う」に合葬されている。すなわち、李隠之・李懐父子の墓は区域内にあり、唐人の家族父子は共同墓地をもつという慣例に準じており、高句麗化した漢人後裔である李隠之・李懐父子は、純粋な高句麗人とは生活規範に相当違いがみられる。